# 죽장초등학교 상옥분교
죽장초등학교 상옥분교는 대한민국 경상북도 포항시에 있는 공립 초등학교이다.

## 학교 연혁
- 1938년 9월 2일: 상옥간이학교 개교

## 참고 자료
- 죽장초등학교상옥분교장 - 한국교육학술정보원 학교알리미